# Westkapelle, Belgien
Westkapelle är en ort i Belgien.   Den ligger i provinsen Västflandern och regionen Flandern, i den nordvästra delen av landet, 90 km nordväst om huvudstaden Bryssel. Westkapelle ligger 4 meter över havet och antalet invånare är 4 732.
Terrängen runt Westkapelle är mycket platt. Havet är nära Westkapelle åt nordväst. Runt Westkapelle är det ganska tätbefolkat, med 124 invånare per kvadratkilometer.. Närmaste större samhälle är Brygge, 13,0 km söder om Westkapelle. 
Trakten runt Westkapelle består till största delen av jordbruksmark.